# بعضی روزها باید برقصی
«بعضی روزها باید برقصی» (به انگلیسی: Some Days You Gotta Dance) تک‌آهنگی از دیکسی چیکس است که در سال ۲۰۰۱ میلادی منتشر شد. این تک‌آهنگ در آلبوم پرواز (آلبوم دیکسی چیکس) قرار داشت.
این تک‌آهنگ در چارت‌های جزو ده ترانه اول قرار گرفت.